# Hybanthus durus
Hybanthus durus (Baker) O.Schwartz – gatunek roślin z rodziny fiołkowatych (Violaceae). Występuje naturalnie w Etiopii, Somalii, Jemenie oraz Omanie. 

## Morfologia
PokrójZimozielony krzew dorastające do 1,5 m wysokości.
LiścieBlaszka liściowa ma kształt od równowąskiego do lancetowatego. Mierzy 2–10 mm długości oraz 2–7 mm szerokości, jest całobrzega lub karbowana na brzegu, ma stłumioną nasadę i tępy wierzchołek. Ogonek liściowy jest nagi.
KwiatyPojedyncze lub zebrane w parach, wyrastają z kątów pędów. Mają działki kielicha o owalnym kształcie i dorastające do 2 mm długości. Płatki są sierpowate, mają białą barwę z żółtymi plamkami oraz 6–8 mm długości.
OwoceTorebki mierzące 5-6 mm średnicy, o kulistym kształcie.

## Biologia i ekologia
Rośnie w zaroślach i na terenach skalistych. Występuje na wysokości od 200 do 500 m n.p.m.